# Wilhelm Holthusen

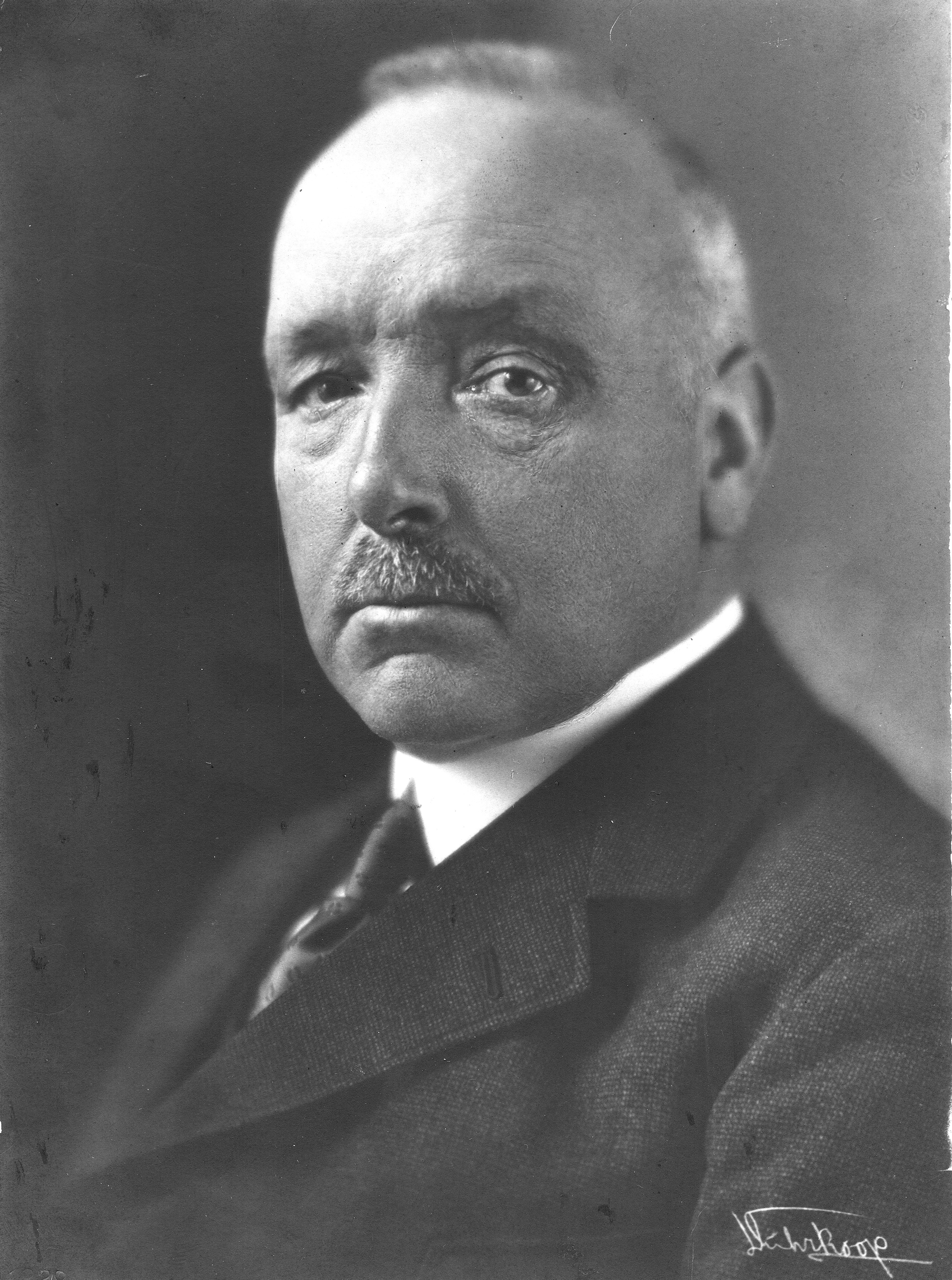
Holthusen

Wilhelm Nicolaus Holthusen (* 19. Januar 1874 in Kassel; † 1. August 1934 in Hamburg) war ein deutscher Ingenieur und der erste geschäftsführende Direktor der 1924 neugegründeten Hamburger Wasserwerke GmbH (HWW).
Er war ein Wasserfachmann, der die Loslösung der hamburgischen Wasserversorgung von der Elbe mit Erfolg betrieben hat und somit die Trinkwasserqualität in Hamburg nachhaltig verbessern konnte. Am 10. Juli 1933 wurde er von den nationalsozialistischen Machthabern aufgrund seiner demokratischen Gesinnung in den Zwangsruhestand versetzt. Unter anderem hatte er sich geweigert, an der Entlassung jüdischer, sozialdemokratischer und kommunistischer Mitarbeiter aus dem Dienst der HWW mitzuwirken.
Wilhelm Holthusen wurde 1934 in Anerkennung seiner Verdienste um die Förderung des Wasserfaches mit der Bunsen-Pettenkofer-Ehrentafel des Deutschen Vereins des Gas- und Wasserfaches ausgezeichnet.
Das Hamburger Holthusenbad (Kellinghusenstraße) wurde 1948 in einer Feierstunde zum hundertjährigen Bestehen der Hamburger Wasserwerke nach Wilhelm Holthusen benannt.